# Fra Fee
Fra Fee, all'anagrafe Francis Martin Fee (Dungannon, 20 maggio 1987) è un attore e cantante britannico, noto soprattutto per aver interpretato Courfeyrac nel film di Tom Hooper Les Misérables e Kazimierz Kazimierczak nella serie televisiva Hawkeye.

## Biografia
Ultimo di quattro figli, Fra Fee è nato a Dungannon e cresciuto a Killyman e ha studiato musica all'Università di Manchester e poi alla Royal Academy of Music, dove si è laureato nel 2009. Durante gli studi è apparso in numerose produzioni della Grand Opera House di Belfast in associazione con la Welsh National Youth Opera, tra le quali L'opera del mendicante, The Mikado, Candide, Il vortice, Sweeney Todd: the Demon Barber of Fleet Street (Welsh Millennium Centre) e L'elisir d'amore nel ruolo di Nemorino.
È dichiaratamente gay e sposato con l'attore Declan Bennett dal 2024.

## Carriera
Subito dopo il diploma alla Royal Academy of Music, ottiene la parte di Billy Kostecki nella riduzione teatrale di Dirty Dancing - Balli proibiti nel West End. In seguito, ricopre il ruolo di Schlomo in un tour britannico del musical Fame e quello di Aladdin nella produzione del Gaiety Theatre di Dublino dell'omonimo musical. Nella stagione 2011/2012 interpreta il ruolo di Jean Prouvaire nel musical Les Misérables, in scena al Queen's Theatre di Londra, ed è il primo sostituto per i ruoli di Enjolras e Marius Pontmercy. Durante questo periodo, fa il suo debutto sul grande schermo nell'adattamento cinematografico del musical, nel ruolo di Courfeyrac.
Nel novembre e dicembre 2012 prende parte al primo tour dell'adattamento musical dell'opera di Shakespeare Il racconto d'inverno, nel ruolo di Florizel. Nel marzo 2013 interpreta il giovane Buddy nella produzione del Teatro dell'Opera di Tolone del musical di Stephen Sondheim Follies, mentre in aprile e in maggio ricopre il ruolo di Robbie nel musical A Man of No Importance alla Salisbury Playhouse. Dal novembre 2013 al marzo 2014 interpreta il protagonista dell'operetta di Leonard Bernstein Candide alla Menier Chocolate Factory, insieme a Scarlett Strallen, James Dreyfus e David Thaxton.
Nella primavera del 2014 esordisce negli Stati Uniti interpretando Philip Ashley in una riduzione teatrale di Mia cugina Rachele in scena a Charleston. Nel 2014, torna a recitare per il grande schermo, interpretando Kieren nel film di Tom Lawes Monochrome, insieme a James Cosmo. Dal marzo al maggio 2015 interpreta Romeo nella produzione di Romeo e Giulietta al Gate Theatre di Dublino con la regia di Wayne Jordan. Dopo aver recitato in uno speciale concerto di Elegies for Angels, Punks and Raging Queens in scena al Criterion Theatr e aver interpretato il protagonista Jamie in The Last Five Years al Lyric Theatre di Belfast, nell'ottobre 2015 esordisce al National Theatre di Londra nella commedia shakespeariana Come vi piace, in cui interpreta Amiens. Nel dicembre dello stesso anno torna al Lyric Theatre di Belfast per la rivista Putting It Together.
Nel luglio e nell'agosto 2016 torna a calcare le scene londinesi nel revival dell'Off West End del musical The Fix, in cui interpreta il giovane Cal Chandler. Da ottobre si unisce al tour di un nuovo adattamento musicale de Il vento tra i salici, in scena a Plymouth, Salford e Southampton, con Rufus Hound nel ruolo del protagonista.
Nel 2017 torna sulle scene londinesi con il dramma The Ferryman di Jez Butterworth, in cui interpreta Michael Carney e vince il WhatsOnStageAward al miglior attore non protagonista in un'opera teatrale. Nell'agosto 2018 interpreta A-Rab in West Side Story e Chip in On the Town in due produzioni semisceniche allestite alla Royal Albert Hall per il centenario di Leonard Bernstein, mentre nell'autunno dello stesso anno debutta a Broadway con The Ferryman, in cui torna a recitare nel ruolo di Michael. Nel 2019 ritorna al National Theatre con il dramma Translations, recita nel film Animals e fa il suo debutto televisivo con The Spanish Princess.
Nel 2021 interpreta Kazimierz Kazimierczak nella serie televisiva Hawkeye e recita al cinema in Pixie, The Laureate e Cenerentola. Nel 2022 ritorna sulle scene del West End rimpiazzando Eddie Redmayne come protagonista del musical Cabaret ed esordisce come doppiatore in Scrooge - Canto di Natale. Nel 2023 dà il volto al tirannico Reggente Balisarius nel film Rebel Moon diretto da Zack Snyder con Sofia Boutella, riprendendo il ruolo nel 2024 nel sequel Rebel Moon - Parte 2: La sfregiatrice.

## Filmografia

### Attore

#### Cinema
- Les Misérables, regia di Tom Hooper (2012)
- Monochrome, regia di Tom Lawes (2015)
- Animals, regia di Sophie Hyde (2019)
- Boys from County Hell, regia di Chris Baugh (2020)
- Pixie, regia di Barnaby Thompson (2021)
- The Laureate, regia di William Nunez (2021)
- Cenerentola (Cinderella), regia di Kay Cannon (2021)
- Rebel Moon - Parte 1: Figlia del fuoco (Rebel Moon - Part One: A Child of Fire), regia di Zack Snyder (2023)
- Rebel Moon - Parte 2: La sfregiatrice (Rebel Moon - Part Two: The Scargiver), regia di Zack Snyder (2024)

#### Televisione
- The Spanish Princess – miniserie TV, puntata 4 (2019)
- Hawkeye, regia di Rhys Thomas e Bert & Bertie – miniserie TV (2021)
- L'ispettore Dalgliesh (Dalgliesh) – serie TV, episodi 1x05-1x06 (2021)
- Lost Boys & Fairies, regia di James Kent – miniserie TV (2024)
- Prime Target, regia di Brady Hood – miniserie TV (2025)

### Doppiatore
- Scrooge - Canto di Natale (Scrooge: A Christmas Carol), regia di Stephen Donnelly (2022)

## Teatro
Musical e prosa
- Il Mikado, libretto di William Schwenck Gilbert, musiche di Arthur Sullivan, regia di John Doyle. Grand Opera House di Belfast (2003)
- L'elisir d'amore, libretto di Felice Romani, musiche di Gaetano Donizetti, regia di John Doyle. Grand Opera House di Belfast (2004)
- Candide, libretto di Hugh Wheeler, parole di Richard Wilbur, musiche di Leonard Bernstein, regia di Nik Ashton. Wales Millennium Centre di Cardiff (2006)
- Il vortice di Noël Coward, regia di John Jones. Royal Academy of Music di Londra (2008)
- Il racconto d'inverno, di William Shakespeare, regia di John Jones. Royal Academy of Music di Londra (2009)
- Dirty Dancing di Eleanor Bergstein, regia di James Powell. Aldwych Theatre di Londra (2011)
- Aladdin di John O'Keeffe, regia di Daryn Crosbie. Gaiety Theatre di Dublino (2011)
- Les Misérables, libretto di Alain Boublil e Herbert Kretzmer, musiche di Claude-Michel Schönberg, regia di Trevor Nunn e John Caird. Queen's Theatre di Londra (2011)
- Il racconto d'inverno, libretto e musiche di Howard Goodall, regia di Andrew Keates. Landor Theatre di Londra e tour britannico (2012)
- Follies, libretto di James Goldman, musiche di Stephen Sondheim, regia di Olivier Bénézech, con Liz Robertson. Opera dé Toulon di Tolone (2013)
- A Man of No Importance, libretto di Terrence McNally, parole di Lynn Ahrens, musiche di Stephen Flaherty, regia di Gareth Machin. Salisbury Playhouse di Salisbury (2013)
- Candide, libretto di Hugh Wheeler, parole di Richard Wilbur, musiche di Leonard Bernstein, regia di Matthew White, con Scarlett Strallen, David Thaxton. Menier Chocolate Factory di Londra (2013)
- Mia cugina Rachele, da Daphne du Maurier, regia di Toby Frow. Spoleto Festival di Charleston (2014)
- Romeo e Giulietta di William Shakespeare, regia di Wayne Jordan. Gate Theatre di Dublino (2015)
- The Last Five Years, libretto e musiche di Jason Robert Brown, regia di Stephen Whitson. Lyric Belfast Theatre di Belfast (2015)
- Putting It Together, libretto di Julia McKenzie, musiche di Stephen Sondheim, regia di Stephen Whitson. Lyric Belfast Theatre di Belfast (2015)
- Come vi piace di William Shakespeare, regia di Polly Findlay, con Rosalie Craig. National Theatre di Londra (2016)
- The Fix, libretto di John Dempsey, musiche di Dana P. Rowe, regia di Michael Strassen. Union Theatre di Londra (2016)
- Il vento tra i salici, da Kenneth Grahame, libretto di Julian Fellowes, parole di George Stiles, musiche di Anthony Drewe, regia di Rachel Kavanaguh. Tour britannico (2016)
- The Ferryman di Jez Butterworth, regia di Sam Mendes. Royal Court Theatre e Gielguld Theatre di Londra (2017)
- The Rhythm Method, musiche di Gwyneth Herbert, libretto di Diane Samuels, regia di Titania Krimpas. Bush Theatre e The Landor, Londra (2018)
- The Ferryman di Jez Butterworth, regia di Sam Mendes. Bernard B. Jacobs Theatre di New York (2018)
- Breakfast on Pluto, musiche di Duke Special, libretto di Bob Kelly, regia di Des Kennedy. Black Box Theatre di Galway (2019)
- Translations di Brian Friel, regia di Ian Rickson. National Theatre di Londra (2019)
- Cabaret, libretto di Joe Masteroff, testi di Fred Ebb, colonna sonora di John Kander, regia di Rebecca Frecknall. Kit Kat Club di Londra (2022)
- Re Lear di William Shakespeare, regia di Yaël Farber. Almeida Theatre di Londra (2024)
- The Pillowman di Martin McDonagh, regia di Lyndsey Turner. Gate Theatre di Dublino (2025)

Produzioni concertistiche e allestimenti semiscenici
- A Little Night Music, libretto di Hugh Wheeler, musiche di Stephen Sondheim, regia di Alastair Knights, con Janie Dee. Yvonne Arnaud Theatre di Guilford (2013)
- Jule, Jerry & Steve, musiche di Jule Styne, Jerry Herman e Stephen Sondheim, regia di Alastair Knights. Yvonne Arnaud Theatre di Guilford (2014)
- A Little Night Music, libretto di Hugh Wheeler, musiche di Stephen Sondheim, regia di Alastair Knights, con Janie Dee. Palace Theatre di Londra (2015)
- Elegies for Angels, Punks and Raging Queens, libretto di Bill Russell, musiche di Janet Hood, regia di Stephen Whitson. Criterion Theatre di Londra (2015)
- The Kings of Broadway, musiche di Jule Styne, Jerry Herman e Stephen Sondheim, regia di Alastair Knights. Palace Theatre di Londra (2015)
- The Magic of Animation, musiche di Alan Menken, Stephen Schwartz e Elton John, regia di Alastair Knights. Cadogan Hall di Londra (2018)
- West Side Story, musiche di Leonard Bernstein, libretto di Arthur Laurents, versi di Stephen Sondheim. Royal Albert Hall di Londra (2018)
- On the Town, musiche di Leonard Bernstein, libretto di Betty Comden e Adolph Green. Royal Albert Hall di Londra (2018)
- Seisún, The Other Palace di Londra e Studio 54 di New York (2018)
- Angel of Broadway, musiche e libretto di Brian Byrne, regia di John O'Brien. National Concert Hall di Dublino (2019)
- The Clockmaker's Daughter, musica e libretto di Michael Webborn e Daniel Finn, regia di Mark Hedges. Cadogan Hall di Londra (2019)

## Riconoscimenti
- National Board of Review of Motion Pictures
  - 2012 – Miglior cast per Les Misérables
- San Diego Film Critics Society
  - 2012 – Candidatura per il miglior cast per Les Misérables
- Satellite Award
  - 2012 – Miglior cast per Les Misérables
- Washington D.C. Area Film Critics Association
  - 2013 -  Miglior cast per Les Misérables
- Screen Actors Guild Awards
  - 2013 - Candidatura al miglior cast per Les Misérables

## Doppiatori italiani
Nelle versioni in italiano delle opere in cui ha recitato, Fra Fee è stato doppiato da:
- Francesco Venditti in Les Misérables, L'ispettore Dalgliesh
- Mirko Cannella in Cenerentola
- Emanuele Ruzza in Hawkeye
- Manuel Meli in Prime Target

Da doppiatore è stato sostituito da:
- Manuel Meli in Scrooge - Canto di Natale